# 小泉町停留場
小泉町停留場（こいずみちょうていりゅうじょう）は、富山県富山市小泉町にある、富山地方鉄道富山軌道線本線の停留場である。駅番号はC04。
富山県道43号富山上滝立山線上の併用軌道に設置されている。

## 歴史
- 1950年（昭和25年）5月15日：開業[2]。

## 停留場構造
相対式ホーム2面2線の地上駅。

## 停留場周辺
- 富山小泉郵便局
- 富山市立堀川小学校
- 城南公園
  - 富山市科学博物館
- 富山県道3号富山立山魚津線

## 隣の停留場
富山地方鉄道
富山軌道線（本線）
堀川小泉停留場 (C03) - 小泉町停留場 (C04) - 西中野停留場 (C05)